# NGC 3340
NGC 3340 é uma galáxia espiral (Sbc) localizada na direcção da constelação de Sextans. Possui uma declinação de -00° 22' 37" e uma ascensão recta de 10 horas, 42 minutos e 17,9 segundos.
A galáxia NGC 3340 foi descoberta em 30 de Janeiro de 1865 por Albert Marth.